# Manchakalkuppe, Tumkur
Manchakalkuppe là một làng thuộc tehsil Tumkur, huyện Tumkur, bang Karnataka, Ấn Độ.